# تلمبة نعمت الله دبيري (جهاد أباد كرمان)
تلمبة نعمت الله دبیري (بالإنجليزية: Tolombeh-ye Nemat Allah Dabiri)‏ هي منطقة سكنية تقع في إيران في البلدة المركزية.